# Jurij Sjevtsov
Jurij Anatoljevitj Sjevtsov (ryska: Юрий Анатольевич Шевцов, belarusiska: Юры Шаўцоў), född 15 december 1959 i Slutsk, Sovjetunionen, är en belarusisk handbollstränare och tidigare handbollsspelare (högersexa).
Som spelare var han med och tog OS-guld 1988 i Seoul med Sovjetunionens landslag.

## Tränaruppdrag
- SV Blau-Weiß Spandau (1993–1996)
- TBV Lemgo (1996–2001)
- TUSEM Essen (2001–2005)
- Rhein-Neckar Löwen (2005–2008)
- Belarus (2009–)